# Baks
Baks is een plaats (község) en gemeente in het Hongaarse comitaat Csongrád. Baks telt 2294 inwoners (2001).